# Belval-Bois-des-Dames
 Belval-Bois-des-Dames  là một xã ở tỉnh Ardennes, thuộc vùng Grand Est ở phía bắc nước Pháp.